# العلاقات السعودية الإريترية
العلاقات السعودية الإريترية هي العلاقات الثنائية التي تجمع بين السعودية وإريتريا.

## مقارنة بين البلدين
هذه مقارنة عامة ومرجعية للدولتين:
| وجه المقارنة                                              | السعودية        | إريتريا                                      |
| --------------------------------------------------------- | --------------- | -------------------------------------------- |
| المساحة (كم2)                                             | 2.25 مليون      | 117.60 ألف                                   |
| عدد السكان (نسمة)                                         | 33.00 مليون     | 6.33 مليون                                   |
| الكثافة السكانية (ن./كم²)                                 | 14.67           | 53.83                                        |
| العاصمة                                                   | الرياض، الدرعية | أسمرة                                        |
| اللغة الرسمية                                             | اللغة العربية   | اللغة التغرينية، اللغة العربية، لغة إنجليزية |
| العملة                                                    | ريال سعودي      | ناكفا                                        |
| الناتج المحلي الإجمالي (بليون دولار)                      | 683.83 مليار    | 2.61 مليار                                   |
| الناتج المحلي الإجمالي (تعادل القوة الشرائية) بليون دولار | 1.69 تريليون    |                                              |
| الناتج المحلي الإجمالي الاسمي للفرد دولار أمريكي          | 20.48 ألف       |                                              |
| الناتج المحلي الإجمالي للفرد دولار أمريكي                 | 52.01 ألف       |                                              |
| مؤشر التنمية البشرية                                      | 0.837           | 0.391                                        |
| رمز المكالمات الدولي                                      | +966            | +291                                         |
| رمز الإنترنت                                              | .sa             | .er                                          |
| المنطقة الزمنية                                           | ت ع م+03:00     | ت ع م+03:00                                  |

## منظمات دولية مشتركة
يشترك البلدان في عضوية مجموعة من المنظمات الدولية، منها:
| علم المنظمة | اسم المنظمة                        | تاريخ انضمام السعودية | تاريخ انضمام إريتريا |
| ----------- | ---------------------------------- | --------------------- | -------------------- |
|             | مؤسسة التمويل الدولية              | 18 سبتمبر 1962        | 11 أكتوبر 1995       |
|             | منظمة حظر الأسلحة الكيميائية       | ?                     | ?                    |
|             | البنك الإفريقي للتنمية             | 4 أغسطس 1963          | ?                    |
|             | يونسكو                             | 4 نوفمبر 1946         | 2 سبتمبر 1993        |
|             | الأمم المتحدة                      | 24 أكتوبر 1945        | 28 مايو 1993         |
|             | الاتحاد الدولي للاتصالات           | 7 فبراير 1949         | 6 أغسطس 1993         |
|             | منظمة الشرطة الجنائية الدولية      | 13 يونيو 1956         | ?                    |
|             | البنك الدولي للإنشاء والتعمير      | 26 أغسطس 1957         | 6 يوليو 1994         |
|             | الاتحاد البريدي العالمي            | ?                     | ?                    |
|             | مؤسسة التنمية الدولية              | 30 ديسمبر 1960        | 6 يوليو 1994         |
|             | وكالة ضمان الاستثمار متعدد الأطراف | 12 أبريل 1988         | 10 سبتمبر 1996       |

## وصلات خارجية
- موقع وزارة الخارجية السعودية